# Biston pelidna
Biston pelidna es una especie de polilla de la familia Geometridae. La especie fue descrita por primera vez por Louis Beethoven Prout en 1929 y se puede encontrar distribuido con endemismo en las faldas volcánicas del monte Gede de la isla Java, a una altitud de 4000 pies (1219,2 m) sobre el nivel del mar.

## Descripción
Es una polilla grande con una envergadura de 63 milímetros (2,5 plg). Tiene gran parecido con la Biston regalis del norte de la India, excepto que sus líneas alares negras son más delgadas. La banda marrón proximal a la antemedia es estrecha. El tono medio es amplio y marcado de gris oscuro. La línea posmedia del ala anterior también es bastante distal. La zona terminal de ambas alas se ve nublada de marrón. Carece de la mancha blanca medioterminal.